# Nova Solis
Nova Solis è il primo album dei Morgan, pubblicato nel 1972.

## Tracce
1. Samarkhand The Golden - 8:03
2. Alone - 5:17
3. War Games - 7:03
4. Nova Solis - 20:22
  - Theme
  - Floating
  - Take-Off
  - Asteroids
  - Earth
  - Hyperspace: The Return Home
  - Nova
  - May I Remember
  - Theme

## Formazione
- Morgan Fisher - tastiere, sintetizzatori, cimbalini a dita
- Tim Staffell - voce, chitarra acustica, tamburello basco, timpani
- Bob Sapsed - basso fretless
- Maurice Bacon - batteria, percussioni, gong